# Fuminana conspicua
Fuminana conspicua är en insektsart som beskrevs av Delong och Freytag 1969. Fuminana conspicua ingår i släktet Fuminana och familjen dvärgstritar. Inga underarter finns listade i Catalogue of Life.